# Experience (프로디지의 음반)
Experience(익스피리언스)는 프로디지의 데뷔 앨범이다. 1992년 9월 28일 발매되었으며, 최고 영국 차트 12위까지 올랐다.